# Черниця (Стрийський район)
Черни́ця — село в Україні, в Стрийському районі Львівської області. Населення — 991 особа. Орган місцевого самоврядування — Розвадівська сільська рада.

## Історія
Черниця — село стародавнє. Із топоніміки назви села можна здогадуватися, що колись тут був монастир, проте жодної письмової згадки про це не знайдено. Переказами старожилів дана гіпотеза також не підтверджується. Старожили розповідають, що у церковних актах зберігається давня печатка громади Черниці. На ній зображено селянина у довгій сорочці, підперезаній ремінцем. У руках в нього сокира, а поруч розміщене дерево.
Історія села від XVII століття нерозривно пов'язана з історією місцевої церкви святих Косми і Дем'яна.
У 1911 році жителі села хотіли її розібрати, але проти такого рішення заперечив австрійський уряд, який вказував, що церква має архітектурну цінність. А у 1920 році одним із власників Черниці був польський магнат Подлевський, який власне і розбудував двір, що пізніше став основою для сільськогосподарської школи. У давні часи при дворі був замок з оборонною вежею та валами, ще і досі верхня частина села має назви на «завалі» та на «Башті».
У 1694 році через село зі Львова пролягав маршрут татарського загону, по дорозі він «грабував населення».

## Палац Вітольда Стефануса

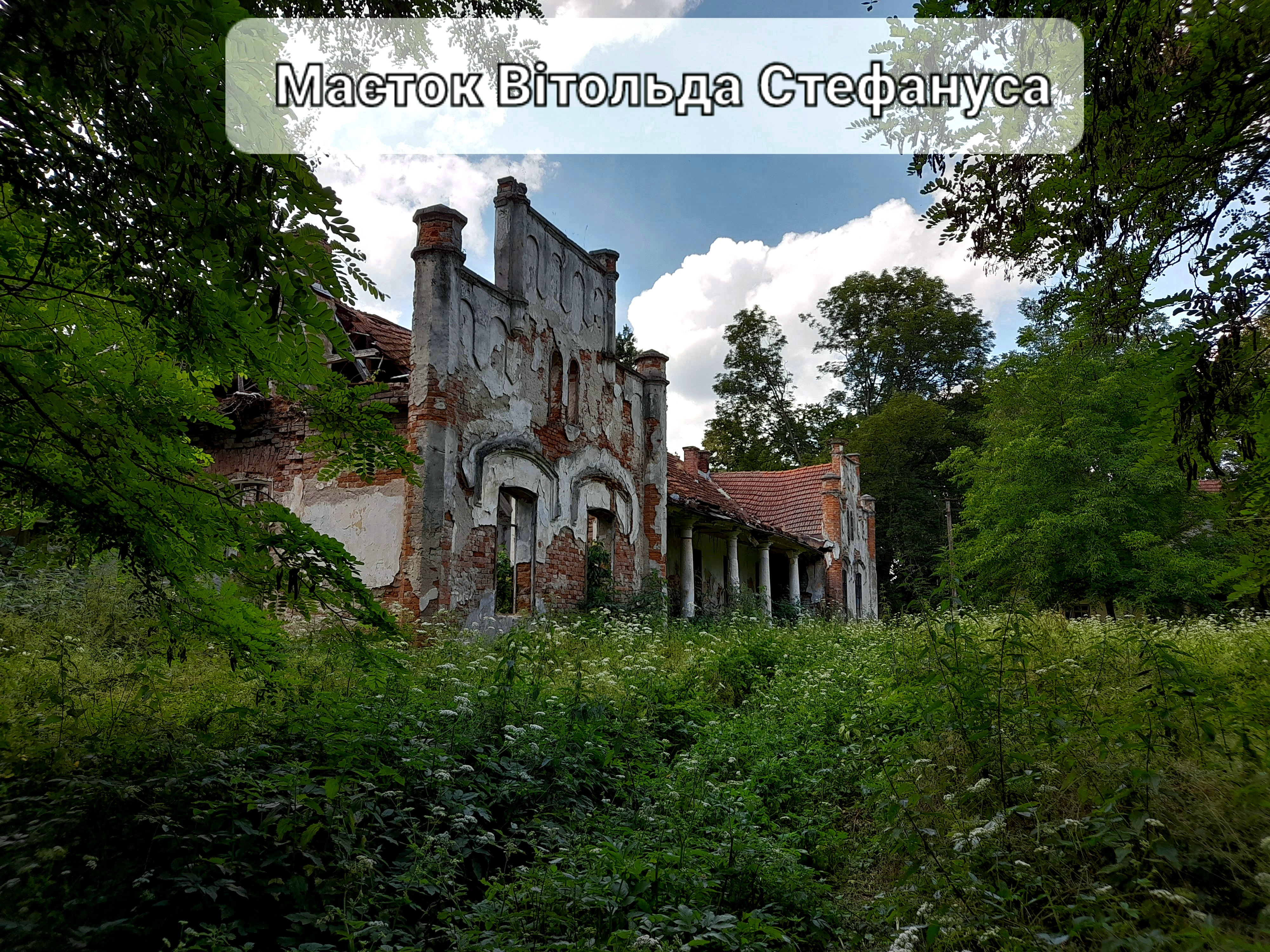
Руїни палацу

Палац Вітольда Стефануса знаходиться у селі Черниця Стрийського району Львівської області.
Про побудову палацу майже нічого не відомо. Кажуть, що стояв колись замок, який перебудували на маєток. Останній власник був Вітольд Стефанус, який начебто виграв палац в карти у В. Подлевського.
Вітольд Стефанус приділяв увагу сільському господарству та промисловому виробництву, що приносило йому великі доходи.
У стайні на території маєтку утримував багато корів та коней. У Львові 11-15 вересня 1927 р. відбувся ярмарок розкішних коней, в журналі "Фермер" розміщено статтю в якій брав участю Вітольд Стефанус де посів 21 місце, виставив 4 коней та отримав 310 злотих.
На площі 120 га землі вирощував сільськогосподарські культури.
Працювали у пана Вітольда жителі з навколишніх сіл, працівникам завжди виплачували зарплату, селяни мали земельні ділянки для свого городу та житла.
Закладено 2 гектари парку навколо палацу. В парку росли дерева, завезені з різних країн Європи. У саду росли дерева тільки відбірних сортів, пішохідні доріжки були акуратно підсипані, з бордюрами по боках. Парк і маєток прикрашали статуетки і декоративні арки.
Палац Стефануса мав 10 кімнат, кухню, комору, туалети..
Вітольда Стефануса була традиція, що їздова карета під'їжджала до головного палацу господаря, об'їжджала навколо круглої і квітучої клумби тричі. Коні, яких брали в упряж до карети, доглядались окремо з особливою увагою
У 1929 році у селі Пісочна біля залізничної станції В. Стефанус побудував фабрику з виробництва іграшок (забавок) - на сьогодні це склозавод. 
В. Стефанус приділяв велику увагу сиротам та багатодітними сім’ями, безкоштовно віддавав цим дітям молоко і хліб. Забезпечував взуттям та одягом, а сам пан ов одного сина: Корнель Роман Стефанус (2.04.1909 - 23.03.1942), який трагічно загинув. 
Ось цитата з книги Вацлава Кроля: «Я повідомляю про збиття Me-262» стосовно пана Корнела Стефануса: «Пілот-лейтенант Корнел Стефанус, доброволець із Бразилії, який справді хотів воювати, був відправлений до навчального центру в Бібері поблизу Сіренсестера в графстві Глостер. 23 березня 1942 року загинув в авіакатастрофі під час приземлення вночі на винищувачі Gloster F 5/34. Цитата зі сторінок 33-34 згаданої книги, яка була видана в 1985 році Міністерством національної оборони в серії «Жовтий тигр».
Через борги змушений продати маєток, а викупила його держава і Львівське освітнє управління.
 У 1930 році польський уряд відкупив у інженера Стефануса двір у Черниці з будинками та парком, полем (майже 170 гектарів) і заснував там «рільничу» школу, статус якої прирівнювався до вищого навчального закладу. Школа була призначена виключно для українців. Її відкриття давно домагалися українські посли у польському сеймі. Навчання у цьому закладі вели кваліфіковані інженери, агрономи.
У 1931 році великий внесок зробив В. Стефанус на будівництво 7-ми класної школи. Люди казали, та нам не потрібна польська школа, та ще імені Пілсудського президента Польщі, та ще наближається війна та все пропаде. На що він відповідав: «Люди добрі, що буде, то буде, а от школа стоятиме, назви будуть мінятися.»

Чистоту і порядок на території маєтку утримували працівники і студенти інституту. Цей заклад вважався зразковим у регіоні..
У 1935 році був сільськогосподарський ліцей, а після Другої світової війни Черницький сільськогосподарський технікум. У 1966 р. утворили «ЦЕЛАЖ»-зберігання постачання мінеральних добрив, а у 1987 організацію закрили.
Злочин з багатьма невідомими» — 7-серійний мінісеріал, знятий студією «Укртелефільм» у 1993 році саме тут у Черниці.

#biblio2024
Немалі збитки селу принесла Друга світова війна. У 1944 році лінія фронту проходила по Дністру біля Роздолу. Тут окопалося численне угрупування німців. При відступі фашисти бомбили села, грабували населення. Більше десятка жителів було вбито. Зазнала шкоди і церква, і «рільнича школа».
Повоєнні часи характеризувалися і зміною жителів села. У 1946—1947 роках до Польщі виїхали поляки, а натомість у Черницю прибули українці із Ярослава та Перемишля. Нелегкою була доля і сільськогосподарського технікуму, який відновив свою роботу на початку 50-х років. Свого часу за ним було закріплено 176 гектарів сільськогосподарських угідь. У 60-х роках у підсобному господарстві технікуму утримувалось 120 голів великої рогатої худоби, 12—20 свиноматок, 4 пари коней для обробітку ґрунту. Все підсобне господарство технікуму обслуговували 35 робітників. Вони працювали й у збудованій тут теплиці. Ось уже протягом десятка років будівлі сільськогосподарського технікуму руйнуються, занепадають. Зараз територія та будівлі технікуму знаходяться на балансі Львівської національної академії мистецтв.

## Особистості
- Загайський Богдан Володимирович — український письменник, журналіст
- Кіндій Мирон Романович — український підприємець (засновник фірми ТВД), спортсмен (футзал) та граючий президент МФК «ТВД» (Львів).

## https://yaroslavavolodymyrivna.blogspot.com/2015/12/blog-post_7.html?m=0осилання
- Історія села Черниця[недоступне посилання]
- Панська садиба та Костел
- Вознесіння Господнього 1921 [Архівовано 15 липня 2014 у Wayback Machine.] «Дерев'яні церкви Львівщини»
- Облікова картка с. Черниця на сайті ВРУ

| Україна | Це незавершена стаття з географії України. Ви можете допомогти проєкту, виправивши або дописавши її. |